# Nävsjömossen
Nävsjömossen är ett naturreservat i Norrköpings kommun i Östergötlands län.
Området är naturskyddat sedan 2013 och är 182 hektar stort. Reservatet ligger väster och norr om Nävsjön och omfattar fela mossar. I mossarna finns myrholmar med tall och intill finns sumpskog.